# The Recovered EP
The Recovered EP is een digitale ep van de Canadese punkband Propagandhi, uitgegeven door G7 Welcoming Committee Records op 6 april 2010. Het bevat drie niet eerder uitgegeven nummers van How to Clean Everything en Less Talk, More Rock, geremixt door zanger en gitarist Chris Hannah. De opbrengsten van de ep werden aan een goed doel geschonken.

## Nummers
1. "What Price Will You Pay?" (cover van Code of Honor) - 1:50
2. "Leg-Hold Trap" - 2:34
3. "Gamble" (cover van The Lowest of the Low) - 4:15